# Potamethus japonicus
Potamethus japonicus är en ringmaskart som först beskrevs av Karl Erik Johansson 1922.  Potamethus japonicus ingår i släktet Potamethus och familjen Sabellidae. Inga underarter finns listade i Catalogue of Life.